# Jonathan Greenert
Jonathan W. Greenert, född den 15 maj 1953 i Butler i Pennsylvania, är en före detta amerikansk fyrstjärning amiral i USA:s flotta som sedan den 23 september 2011 och  18 september 2015 var chef för USA:s flotta (Chief of Naval Operations). Innan amiralen befordrades var han flottans vicechef (Vice Chief of Naval Operations) från augusti 2009 till augusti 2011, dessförinnan befälhavare för U.S. Fleet Forces Command från september 2007 till juli 2009, flera befattningar inom flottans stab samt som sjunde flottans befälhavare från augusti 2004 till september 2006.
Greenert tog examen från United States Naval Academy i Annapolis och utbildade sig inom ubåtstjänst. Han blev sekundchef för den kärnvapenbestyckade ubåten USS Michigan (SSBN-727) av Ohio-klass och blev fartygschef för attackubåten USS Honolulu (SSN-718) av Los Angeles-klass i mars 1991.